# محوطه چشمه باریک ۱۱۱
محوطه چشمه باریک ۱۱۱ مربوط به دوره ساسانیان است و در شهرستان مهران، بخش ملکشاهی، دهستان گچی، ۱ کیلومتری جنوب روستای چشمه باریک واقع شده و این اثر در تاریخ ۲۲ آبان ۱۳۸۶ با شمارهٔ ثبت ۱۹۹۳۳ به‌عنوان یکی از آثار ملی ایران به ثبت رسیده است.